# 萝莉 (法国歌手)
萝莉（法語：Lorie，1982年5月2日—），真名为 Laure Pester，是一位法国流行音乐女歌手。到目前为止她的专辑已经销售出7百多万张唱片、1百多万张DVD，举办了4轮观众总数超过1百万人次的267场演唱会。